# Ruská Voľa
Ruská Voľa es un municipio del distrito de Vranov nad Topľou en la región de Prešov, Eslovaquia, con una población estimada a final del año 2024 de 90 habitantes.
Se encuentra ubicado en el centro-sur de la región, cerca del río Topľa (cuenca hidrográfica del río Tisza) y de la frontera con la región de Košice.

## Demografía
| Año        | 1994 | 2004    | 2014    | 2024    |
| ---------- | ---- | ------- | ------- | ------- |
| Población  | 81   | 76      | 82      | 90      |
| Diferencia |      | −6,17 % | +7,89 % | +9,75 % |

| Año        | 2023 | 2024    |
| ---------- | ---- | ------- |
| Población  | 88   | 90      |
| Diferencia |      | +2,27 % |